# Granatnik HK69
40 mm granatnik HK69 – niemiecki granatnik. 
Granatnik został opracowany i produkowany w firmie Heckler & Koch. Dzięki uniwersalnej konstrukcji mógł być wykorzystywany samodzielnie (po dołączeniu kolby) lub jako granatnik podlufowy (razem z karabinem G3). Zastąpiony wyspecjalizowanymi granatnikami HK69A1 (samodzielny) i HK 79 (podlufowy). 

## Budowa
Ze stopów aluminiowych wykonane są główne części i zespoły granatnika. W komorze zamkowej jest osadzona bruzdowana lufa. Posiada przymocowany do lufy chwyt z mechanizmem spustowym i bezpiecznikiem. Na wsporniku umieszczone są przyrządy celownicze, a wspornik może być zakładany z lewej lub prawej strony komory zamkowej. W górnej części komory zamkowej są uchwyty, które służą do mocowania granatnika do karabinu.